# Георг I (король Греції)
Георг І (грец. Γεώργιος Α΄, повне ім'я' — Вільгельм Георг; 24 грудня 1845, Копенгаген, Данія — 18 березня 1913, Салоніки, Греція) — другий король незалежного Грецького королівства з династії Глюксбургів, правив у 1863—1913. Другий син короля Данії Крістіана IX.

## Правління
Прийняв запропоновану йому грецькими Національними зборами корону у 1863, після того, як представники трьох великих держав (Російської імперії, Французької республіки та Сполученого Королівства) у Лондонському трактаті виявили на це згоду. Він прибув до Пірея 30 жовтня 1863 і наступного дня був проголошений королем.
Однією з умов прийому грецької корони він поставив приєднання до грецького королівства Іонічних островів, на що Велика Британія, під протекторатом якої перебувала ці острови, погодилася.
Хоча король під час повстання кандіотів у 1867 році і не перешкоджав добровольцям йти на допомогу Кандії, однак оголосити війну Османській імперії проти волі великих держав він не наважився. Це дещо підірвало його популярність.
Наприкінці Російсько-турецької війни (1877—1878) грецькі війська вступили у Фессалію, але після укладення Сан-Стефанського перемир'я у лютому 1878 року змушені були відступити. Все ж таки за порадою великих держав Османська імперія пішла на поступки Греції, і в липні 1881 року до королівства були приєднані Фессалія та частина Епіру.
У травні 1896 на острові Крит спалахнуло повстання, у відповідь на дії добровольців Османська імперія оголосила війну Королівству Греція. Війна тривала лише 30 днів і завершилась нищівною поразкою Греції. За Константинопольським мирним договором у грудні 1897 року Королівство Греція виправило на користь Османської імперії кордон у Фессалії, сплатило контрибуцію і відмовилось від Криту.
У лютому 1898 на життя короля було здійснено перший замах, але він не постраждав.
1910 року до влади у Греції прийшов уряд Елефтеріоса Венізелоса. У жовтні 1912 року Греція в союзі з Болгарським царством, Королівством Сербія та Королівством Чорногорія почала війну з Османською імперією — Перша Балканська війна, під час якої король відігравав провідну роль. В її результаті вдалось опанувати Південною Македонією, частиною Епіру та кількома Егейськими островами. Метою війни для Грецького королівства було звільнення Македонії та Фракії.
Тим часом між Грецьким королівством і Болгарським царством виник конфлікт через звільнені від османського панування території. 18 березня 1913 р. під час прогулянки у звільнених Салоніках зі своїм ад'ютантом, король був вбитий соціалістом греком Александром Схінасом.

## Родина
1867 року Георг І одружився з великою княжною Ольгою Костянтинівною і від цього шлюбу мав, окрім кількох доньок, чотирьох синів:
- принц Костянтин,(1868-1923), король Греції, одружений з Софією Прусською
- Георг (1869-1957), одружений з Марі Бонапарт
- Микола (1872-1938), одружений з Оленою Володимирівною
- Андрій (1882-1944), одружений з Алісою фон Баттенберг, батько Філіпа, герцога Едінбурзького